# Gaykhatu
Gaykhatu (também pronunciado Gaikhatu) foi o quinto governante do Ilcanato no Irã, sucedendo seu irmão Arghun e sendo sucedido por Gazã. Reinou entre 1291 a 1295. Ele reinou de 1291 a 1295. Durante seu reinado, Gaykhatu foi um notável dissoluto, sendo viciado em vinho, mulheres e sodomia, de acordo com Mirkhond. Após seu irmão morrer, ele matou seu Conselheiro de Finanças, Sad'ded-Daule, e com festas, orgias e presentes exauriu o tesouro real.
Gaykhatu é conhecido como um dinheiro extravagante. Entre seus beneficiários estavam os cristãos nestorianos, que o louvaram abundantemente por seus presentes à Igreja, como aparentemente na história de Mar Yahballaha III.

## Biografia
Ele tinha sido originalmente governador do Grande Império Seljúcida na Anatólia, e foi nomeado para o trono por um influente comandante mongol, Ta'achar, que havia assassinado o irmão de Gaykhatu, Ilkhan Arghun. Ta'achar pretendia promover Baydu, mas quando Baydu não apareceu no curiltai, Gaykhatu foi entronizado em vez disso.
Durante o seu reinado, a princesa Kököchin chegou da corte do seu grão-cã Cublai, escoltada por ninguém menos que Marco Polo. O novo Hekhan, que apoiara plenamente seu direito de governar. A esposa de Gaykhatu,  Padshah, era filha de  Kütlugh Turkan (Turkan Khatun) de Kirman. Padshah tinha tomado o título de "Safwat al-dunya wa al-Din" (literalmente, Pureza do mundo terrestre e da fé) depois que Djalal da-Din Abu'l-Muzzafar foi deposto como chefe da Mongólia. ]] tribo que reinou no sudeste do Irã. Padshah era conhecido pelo assassinato de seu meio-irmão, Suyurghatamish. Um de seus clãs, Khurdudjin, conseguiu vingá-lo, matando-o com a aprovação tácita de Ilkhan, Baydu.
Em 1292, Gaykhatu mandou uma mensagem para o sultão mameluco do Cairo, Axerafe Calil, ameaçando conquistar o Levante se ele fosse não é permitido viver em Aleppo. Axerafe respondeu: "O cã tem as mesmas idéias que eu, e eu já disse que gostaria de voltar a Bagdá para o rebanho de [" Islã] ".
Em 1294, Gaykhatu tentou reerguer seu tesouro, exaurido por extravagância real e uma grande praga no gado. Como resposta, seus vizires propuseram a introdução de uma invenção chinesa recente chamada chao (papel moeda). Gaykhatu concordou e chamou o embaixador de Kublai Khan em Tabriz.
Após o embaixador mostrar como o sistema funcionava, Gaykhatu imprimiu notas bancárias as quais imitavam as chinesas tão fielmente que chegavam a ter letras chinesas impressas. A confissão islâmica de fé (shahada) foi impressa nas notas bancárias como uma concessão ao sentimento local.
O plano era fazer com que seus súditos usassem apenas papel moeda, e possibilitou Gaykhatu controlar o tesouro. O experimento foi um total fracasso, já que o povo e mercadores se recusaram a utilizar as notas bancárias, além de ter provocado inflação, dessa forma destruindo a economia local. Então, rebeliões em bazares espoucaram, e as atividades econômicas entraram em colapso, e o historiador persa Rashid ad-Din fala de uma "'ruína de Baçorá' a qual foi consequência da emissão da nova moeda" (Ashtor 1976, p. 257). 

## Deposição e morte
Gaykhatu não teve outra escolha a não ser abandonar o uso do papel moeda. Por conta de seus abusos, o povo se revoltou e o matou, colocando em seu lugar Baydu. No entanto este teve um reinado curto, já que poucos meses depois Gazã o depôs, aproveitando-se da situação caótica.